# 伊麗莎白·哈特曼
瑪麗·伊麗莎白·哈特曼（英語： Mary Elizabeth Hartman，1943年12月23日—1987年6月10日），美國電影及舞台劇女演員。

## 簡歷
伊麗莎白·哈特曼於1943年12月23日出生於俄亥俄州揚斯敦，她在1965年的電影《再生緣》中首次亮相，飾演一位名叫賽琳娜（Selina D'Arcey）的盲人女孩。年僅22歲的伊麗莎白藉由此片的演出成為當時最年輕的奧斯卡最佳女主角獎被提名人。她也獲得了當年的金球奖年度最佳新人女演员。她的職業巔峰期為20世紀60年代中期至70年代初，參與了多部電影的演出。
1982年，她在唐·布魯斯執導的動畫電影《鼠譚秘奇》中，為片中主角布里斯碧夫人（Mrs. Brisby）進行配音。她的表演受到高度讚揚；然而這也是她最後一個好萊塢電影角色。

## 晚年與逝世
哈特曼一生的大部分時間都患有憂鬱症。1978年起，她在康乃狄克州哈特福德生活研究所接受治療。在生命的最後幾年，她完全放棄了演藝事業，在匹茲堡的一家博物館工作，同時在門診診所接受病情治療。
1987年6月10日，哈特曼從賓州匹茲堡住處五樓的窗戶跳下身亡，享年43歲。她過世後葬於家鄉俄亥俄州的森林草坪紀念公園公墓。

## 外部連結
- 伊麗莎白·哈特曼在互联网电影资料库（IMDb）上的資料（英文）
- 互聯網百老匯資料庫（IBDB）上伊麗莎白·哈特曼的資料（英文）
- 在Find a Grave上的伊麗莎白·哈特曼
- 伊麗莎白·哈特曼在爛番茄上的頁面（英文）